# Leo Oskarowitsch Arnstam
Leo Oskarowitsch Arnstam, auch Lew Arnstam (russisch Лео Оскарович Арнштам; * 2. Januarjul. / 15. Januar 1905greg. in Jekaterinoslaw, Russisches Kaiserreich, heute: Ukraine; † 29. Dezember 1979 in Moskau, Sowjetunion) war ein sowjetischer Filmregisseur und Autor.

## Leben
Arnstam studierte von 1919 bis 1923 am Leningrader Konservatorium im Fachbereich Klavier, beschäftigte sich ab 1922 mit der Konzerttätigkeit und ging nach seinem Studium zu Wsewolod Meyerhold, wo er von 1924 bis 1927 den musikalischen Teil des Meyerhold-Theaters leitete. Parallel dazu schrieb er auch eigene Bühnenmusik. Durch die Begegnung mit Grigori Kosinzew und Leonid Trauberg kam Arnstam 1929 zum Medium Film, wo er zunächst als Tonregisseur arbeitete. Zwei Jahre später versuchte er sich auch als Mitverfasser des Drehbuchs zum Film Goldene Berge (Златые горы), den Regisseur Sergei Jutkewitsch 1931 inszenierte.
1936 debütierte er als Filmregisseur im Bereich Spielfilm mit dem Streifen Freundinnen (Подруги), gefolgt von einer Reihe historischer Streifen für die Lenfilm, für die er bis 1942 arbeitete. 1945 wechselte er zu Mosfilm und realisierte mit Soja und Glinka gleich zwei international hochdekorierte Filme, die ihm zwei Stalinpreise einbrachten. Im Jahr 1960 inszenierte er gemeinsam mit Filmschaffenden der DEFA den Film Fünf Tage – Fünf Nächte, der die Rettung der Dresdner Gemäldegalerie thematisierte. 1968 verfilmte er seinen letzten Film über die russische Revolutionärin und Aktivistin der Narodnaja-Wolja-Bewegung, Sofia Perowskaja, mit dem Titel Der Tag wird kommen. Fortan trat er nicht mehr künstlerisch in Erscheinung.

## Filmografie (Auswahl)
- 1931: Goldene Berge (Златые горы)
- 1935: Freundinnen (Подруги)
- 1944: Soja (Зоя)
- 1946: Glinka (Глинка)
- 1955: Romeo und Julia (Ромео и Джульетта)
- 1961: Fünf Tage – Fünf Nächte (Пять дней – пять ночей)
- 1968: Der Tag wird kommen (Софья Перовская)

## Auszeichnungen
- 1946 und 1947: Stalinpreis
- 1946: Nominierung für den Großen Preis beim Filmfestival von Cannes für Soja
- 1947: Nominierung für den „Goldenen Löwen“ beim  Internationalen Filmfestival von Venedig für Glinka
- 1955: Nominierung für die „Goldene Palme“ bei den 8. Internationalen Filmfestspielen von Cannes für Romeo und Julia
- 1969: Volkskünstler der Russischen SFSR
- Ehrenzeichen der Sowjetunion[3]